# Gemene gronden
Gemene gronden zijn gronden die gemeenschappelijk gebruikt en beheerd worden door een groep gebruiksgerechtigden. Er zijn verschillende benamingen mogelijk: (gemene) weide, gemeent, heirnis, veld, aard, vroende, meent, marke. In België en Nederland en de meeste andere Europese landen is deze vorm van eigendom nagenoeg verdwenen. In Groot-Brittannië ("Commons") en in Zwitserland is het nog een veelvoorkomend fenomeen.

## Definitie
Gemene gronden waren in de regel vrij onvruchtbare gebieden. Zij stonden het hele jaar ter beschikking van een groep gebruiksgerechtigden. Deze hadden het recht er hun vee te laten grazen, turf te steken, brand- of constructiehout te verzamelen, te vissen enz. De gerechtigden dienden aan bepaalde voorwaarden te voldoen om erkend te worden. De wijze van gebruik (bijvoorbeeld het aantal en het soort dieren dan men mocht laten grazen) werd vastgelegd in een reglement. Het beheer was in handen van een bestuur dat door de gerechtigden werd verkozen. Het toezicht kon, volgens een beurtrol, uitgeoefend worden door de gerechtigden zelf, of door de plaatselijke veldwachter of baljuw.

## Ontstaan
De vroegste documenten in verband met gemene gronden dateren uit de dertiende eeuw. De juiste oorsprong is nog onduidelijk, maar er wordt verondersteld dat de bevolkingsgroei het noodzakelijk maakte om bestaande informele regels tussen heer en gebruikers schriftelijk vast te leggen.

## Open en gesloten gronden
Er bestonden zeer uiteenlopende types van gemene gronden en zij evolueerden volgens de tijd en de plaatselijke omstandigheden. Toch kunnen twee hoofdtypes onderscheiden worden.
De open gemene gronden strekten zich uit over grote gebieden en werden meestal beheerd door de lokale overheden. Zij konden beschouwd worden als publieke eigendom. Het gebruiksrecht kwam toe aan de bewoners van de aanpalende dorpen. Er was geen omheining en de begrenzing van de gronden was vaag.
Het statuut van de gesloten gronden leunde meer aan bij de privé-eigendom. Hun omvang was kleiner en alleen leden of afstammelingen van bepaalde families of bewoners van een bepaald gebied waren gebruiksgerechtigd.

## Verdwijnen
Door de toenemende bevolking en de nieuwe landbouwtechnieken kwam de exploitatievorm van de gemene gronden ter discussie te staan. De 'enclosures' (omheiningen) leidden bijv. in de achttiende eeuw in Engeland tot privatisering van veel grond. 
De Franse Revolutie en de afschaffing van de feodaliteit deden ook de juridische basis verdwijnen. In plaats van de landsheer die gebruiksrechten toekende aan een gemeenschap van gebruikers, werden de gemene gronden overgeheveld naar de gemeenten en werden ze eigendom van de overheid. De hongersnoden van het midden van de negentiende eeuw waren opnieuw een aanleiding voor privatisering als middel om te komen tot een meer rendabele uitbating. Het waren vooral de veranderde randvoorwaarden zoals de aanleg van spoorwegen en kanalen om de ter beschikking gekomen kunstmeststoffen aan te voeren, die leidden tot een beoogde, verhoogde productiviteit van de landbouwgronden.

## Huidige situatie
Voor zover bekend zijn de Gemene en Loweiden (gelegen op het grondgebied van de voormalige gemeenten Assebroek en Oedelem, thans Brugge en Beernem) de enige gemene gronden in België en Nederland die hun oorspronkelijke eigendoms- en beheerstructuur tot op vandaag konden behouden. De grootste wijziging is de tijdens de negentiende eeuw ingevoerde verdeling in percelen.
In dezelfde omgeving bevindt zich het Beverhoutsveld. Dat is nu eigendom van de gemeenten Beernem en Oostkamp, maar de gebruiksgerechtigden blijven, zoals voorheen, de bewoners van een duidelijk afgebakend gebied rond het veld.
In 2023 werd in het Belgische Molenbeersel een stukje gemene grond  van ± 1,2 ha, dat eigendom was van de Nederlandse gemeente Weert  (en het vroegere Stramproy) verkocht aan de natuurvereniging Limburgs Landschap, die daarmee hun eigendom van het Stramprooierbroek verder uitbouwen.